# Google Web Toolkit
Das Google Web Toolkit (GWT [ɡʉˑiˑt]) ist ein freies Webframework. Mit GWT können Webanwendungen in der Programmiersprache Java entwickelt werden.

## Details
GWT wurde am 17. Mai 2006 von Google unter den Bedingungen von Version 2.0 der Apache-Lizenz veröffentlicht. Seine Besonderheit ist ein Java-nach-JavaScript-Compiler, so dass nahezu die gesamte Entwicklung von Client und Server mit Java realisiert werden kann. Weiterhin ist das GWT mit einem XML-Parser, Internationalisierungsunterstützung, einer Schnittstelle für Remote Procedure Calls, Integration von JUnit und einem Widget-Paket zur Gestaltung von graphischen Oberflächen (GUI) ausgestattet. Diese können ähnlich wie mit Swing erstellt werden.
Was das GWT von anderen Frameworks dieser Art unterscheidet, ist die Tatsache, dass auch clientseitiger Code in Java entwickelt werden kann. Dies kann von Vorteil sein, da bekannte Werkzeuge aus der Java-Entwicklung (z. B. Entwicklungsumgebungen) weiter verwendet werden können. Außerdem ist ein Anwendungsserver (Tomcat bzw. Jetty) enthalten, der in der Entwicklungsphase im Hosted-Modus verwendet werden kann, um die Anwendung auszuführen.

## Asynchrone Kommunikation
Die Kommunikation zwischen Client und Server ist über Remote Procedure Calls möglich. Das GWT bietet hierfür zwei Möglichkeiten: Einerseits kann JSON verwendet werden. Für umfangreiche Anfragen stehen außerdem die Klassen aus dem Paket com.google.gwt.user.client.rpc zur Verfügung. Die Kommunikation wird hierbei mit dem proprietären Protokoll GWT-RPC durchgeführt, welches die Serialisierung und Deserialisierung von Java-Objekten transparent macht. Auf diese Weise müssen Daten, die vom Server geliefert werden, nicht manuell in Objekte konvertiert werden. Weiterhin stellt das Interface AsyncCallback (aus dem oben genannten Paket) zwei Methoden bereit, mit denen auf den Erfolgs- und Fehlerfall einer Anfrage reagiert werden kann. Für den zweiten Ansatz ist die Verwendung eines Servlet-Servers notwendig.

## Verwendung von JavaScript
Über das JavaScript Native Interface (JSNI [ɟisniː]) lässt sich JavaScript direkt in den Java-Code einbinden, so dass spezifische Erweiterungen möglich sind, die sich nicht durch den Umfang der Java-Bibliotheken aus dem GWT realisieren lassen.

## Versionen

### GWT 2.0
Die finale Version 2.0 des GWT ist seit dem 8. Dezember 2009 verfügbar. Dort sind unter anderem die folgenden Neuerungen enthalten:
In-Browser Development Mode
In den Versionen vor 2.0 wurden die Anwendungen während des Entwicklungsprozesses im hosted mode browser ausgeführt. Dabei handelte es sich um einen modifizierten Browser (Internet Explorer unter Windows, Safari unter OSX). Der Nachteil dabei war, dass Debugging-Tools wie Firebug nicht verwendet werden konnten. In der Version 2.0 wurde dieser Ansatz zugunsten des Development Mode aufgegeben. Dabei handelt es sich um Browser-Plugins, die über TCP/IP mit der Entwickler-Shell kommunizieren. Eine Fehlerbehebung ist somit in jedem Browser möglich, für den ein entsprechendes Plugin existiert.
Code Splitting
Durch die Definition von split points kann der Entwickler dem Compiler mitteilen, wo der Code in kleinere Abschnitte aufgeteilt werden kann. Dies führt zu schnelleren Ladezeiten, da für den Start der Anwendung nicht mehr der komplette Code vom Webserver geladen werden muss, sondern nur die für den Start benötigten Teile. Der Rest der Anwendung wird nachgeladen, während der Benutzer bereits mit der Anwendung arbeitet.
Bundling von Ressourcen mit dem ClientBundle
Die Schnittstelle ClientBundle erlaubt nun die Verwendung von Ressourcen jeglicher Art (nicht nur Bilddateien wie in den Veröffentlichungen vor 2.0). Die im Bündel enthaltenen Ressourcen werden von GWT zusammengefasst und in einem einzigen Download vom Server an den Client übertragen.
Deklaratives Layout mit dem UiBinder
Mit diesem neuen Merkmal werden die Elemente der Benutzeroberfläche nicht mehr wie bisher im Java-Code erstellt, sondern in einer XML-Datei definiert. Damit wird eine Trennung zwischen Oberflächengestaltung und Implementation der Anwendungslogik realisiert.

### GWT 2.5
Die finale Version 2.5 ist seit dem 25. Oktober 2012 verfügbar. Dort sind unter anderem folgende Neuerungen enthalten:
Super Dev Mode
Ein experimenteller Ersatz für den Development Mode.
Elemental
Eine experimentelle Bibliothek für schnelle, leichtgewichtige, browsernahe Web-Programmierung.
Compiler-Optimierungen
GWT kann optional den Closure-Compiler nutzen, um weitere Optimierungen in JavaScript zu erreichen. Der Closure-Compiler bietet eine Reihe von Optimierungen, die die Codegröße und Ausführungsgeschwindigkeit verbessern, dadurch wird allerdings der GWT-Compiler langsamer.
Unterstützung des ARIA-Standards
Verbesserungen im UIBinder
Erweiterungen der Unterstützung für Bean Validation
Erweiterung und Einbindung der Unterstützung der JSR-303-Bean-Validation-Spezifikation.

### GWT 2.7
Die finale Version 2.7 ist seit dem 20. November 2014 verfügbar. Dort sind unter anderem folgende Änderungen oder Neuerungen enthalten:
Super Dev Mode
standardmäßig als default aktiviert; inklusive Performance-Verbesserung.
GSSExperimentelle Unterstützung von „Closure Stylesheets“ (auch Google Stylesheets oder GSS genannt).
GWT Designer
wird nicht mehr unterstützt.
Linker
IFrameLinker und XSLinker sind als veraltet markiert.

### GWT 2.8
Die finale Version 2.8 ist seit dem 20. Oktober 2016 verfügbar. Dort sind unter anderem folgende Änderungen oder Neuerungen enthalten:
Source
Es wird nun mindestens Java 8 benötigt.
API-Unterstützung
Unterstützung von vielen Java 8 APIs von Standard-Bibliotheken.
JavaScript
Einbindung der JSInterop-Spezifikation.
Classic Dev Mode
Der „Classic Dev Mode“ ist als veraltet markiert.
JSR 303 Bean Validation
Die „JSR 303 Bean Validation“-Unterstützung ist als veraltet markiert und wird als externes Projekt auf Github fortgeführt.
GSS
Volle Unterstützung der „Closure Stylesheets“ (GSS).
CssResource
Die „CssResource“-Syntax ist als veraltet markiert; eine Migration der „CssResource“-Syntax zu GSS wird empfohlen.

### GWT 2.9
Die finale Version 2.9.0 ist seit dem 13. Mai 2020 verfügbar. Dort sind unter anderem folgende Änderungen oder Neuerungen enthalten:
Source
Unterstützung der Sprachfeatures von Java 9,10 und 11.
Unterstützung der Lauffähigkeit unter Java 8–14
API-Unterstützung
Verbesserte Unterstützung von JSInterop